# Pseudòpode
Els pseudòpodes o pseudopodis (en llatí i anglès: pseudopodia (singular: pseudopodium) (del grec ψευδοπόδια, ψευδός "fals" + πόδια "peus") són projeccions temporals de cèl·lules eucariotes. Les cèl·lules que tenen aquesta facultat generalment són les ameboides. Els pseudòpodes s'estiren i arronsen per la formació reversible de les subunitats d'actina dins de microfilaments. Els filaments prop del final de la cèl·lula interaccionen amb la miosina la qual causa la contracció. El pseudòpode s'estén fins que l'actina el fa formar part d'una xarxa. Així és com es mouen les amebes, i també algunes cèl·lules que es troben en els animals com els leucòcits de la sang.
Els pseudòpodes es fan servir per al moviment, per a capturar preses i per a ingerir nutrients. Estan formats per estructures de microtúbuls i filaments.

## Morfologia

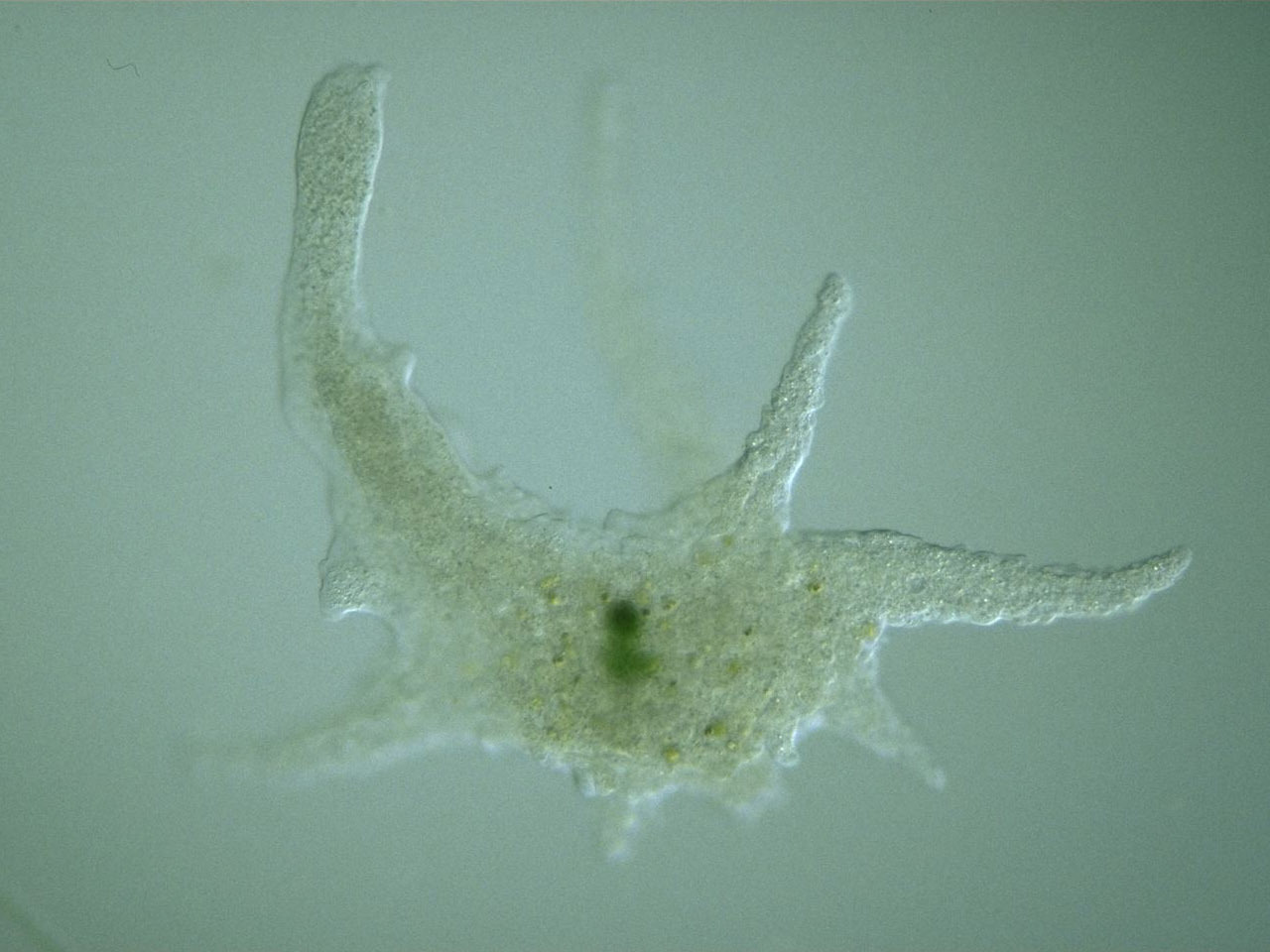
Chaos carolinense, un ameboide amb Lobopodia

Els pseudòpodes es poden classificar segons la seva aparença:
- Lobopodia són curts i bulbosos similars a dits, tenen tant ectoplasma com endoplasma. Són típics dels Amoebozoa.
- Filopodia són filiformes i més prims, consten principalment d'ectoplasma.S'observen en Euglypha i Lecithium.
- Reticulopodia,[1] també coneguts com a pseudòpodes reticulosos, són formacions complexes i formen xarxes irregulars. La seva funció principal és ingerir aliment i la secundària la locomoció. Són típics en els foraminífers.
- Axopodia (també coneguts com a actinopodia) són pseudòpodes petits que contenen ventalls complexos de microtúbuls i estan embolicats pel citoplasma. Els axopodia són responsables de la fagocitosi en resposta a contactes físics. S'observen en Radiolaria i Heliozoa.